# 서현동
서현동(書峴洞)은 대한민국 성남시 분당구의 법정동이다.

## 개요
서현이라는 이름은 이곳에 있었던 ‘돈서촌(遯書村)’과 ‘양현(陽峴)’이라는 두 마을 이름에서 비롯되었다. 이 지역은 조선시대에 광주군 돌마면의 돈서촌, 양현, 통로골 등의 마을로 이루어진 곳으로, 1914년 일제에 의한 전국의 행정구역 통폐합 때 돈서촌에서 ‘서’자를 취하고 양현리에서 ‘현’자를 취하여 ‘서현리’라 부르게 되었다. ‘돈서촌’은 현지에서 ‘된섬말’이라 부르던 곳이며, 양현리는 ‘볕고개’라 부르던 곳으로 돈서촌의 경우, 어느 선비가 이곳에 내려와 은거하면서 서당을 짓고 아이들을 가르치면서 벼슬길에 나가지 않았다는 이야기가 전해지고 있다. 또 양현리는 글자 그대로 ‘햇볕이 잘 드는 고개’로 풀이되어 ‘양현리’가 되었지만, 토착지명의 ‘볕고개’는 ‘볕’이 받, 백, 뱃 등에서 비롯된 산지지명으로 산골짜기나 고개, 산 사이를 뜻하는 이름으로 보기도 한다. 2001년 1월 1일에는 원래 서현동이랑 서당동에서 서현1동과 2동으로 분동되었고, 서현1동 주민자치센터, 서현2동 주민자치센터 개소하였다.

## 법정동
- 서현동
- 율동(栗洞)

## 교육

### 서현1동
- 서현초등학교
- 분당초등학교
- 서현중학교
- 서현고등학교

### 서현2동
- 서당초등학교
- 양영중학교
- 양영초등학교
- 양영디지털고등학교

## 쇼핑
- 롯데마트
- AK플라자
- 하모니마트

## 기관
- 분당등기소
- 분당소방서
- 성남교육청
- 분당우체국
- 국군 통합병원

## 아파트
| 단지명          | 건설사                                         | 시행사                                         | 주소                    | 입주       | 비고 |
| --------------- | ---------------------------------------------- | ---------------------------------------------- | ----------------------- | ---------- | ---- |
| 효자촌 그린타운 | 대우㈜ 건설부문 엘지건설㈜ 대창기업㈜ 화성산업 | 대우㈜ 건설부문 엘지건설㈜ 대창기업㈜ 화성산업 | 분당구 불정로 362       | 1994년 8월 |      |
| 서현 포스파크   | 포스코건설                                     | 분당서현동 지역주택조합                        | 분당구 새마을로83번길 9 | 2003년 7월 |      |